# هارتلند (مین)
هارتلاند(به انگلیسی: Hartland) شهری در ایالت مین کشور ایالات متحده آمریکا است که جمعیت آن در سرشماری سال ۲۰۱۰ میلادی، ۸۱۳ نفر بوده‌است.